# There's No More Corn on the Brasos
"There's No More Corn on the Brasos" is een nummer van de Nederlandse band The Walkers. Het verscheen op hun debuutalbum Skiffle Train uit 1970. In 1971 werd het uitgebracht als de eerste Engelstalige single van de groep.

## Achtergrond
"There's No More Corn on the Brasos" is geschreven door zanger en basgitarist Jean Innemee en geproduceerd door Innemee en saxofonist en toetsenist Conny Peters. Het is een bewerking van "Ain't No More Cane on This Brazos", een traditioneel liedje dat werd gezongen door gevangenen in de Zuidelijke Verenigde Staten. Deze gevangenen moesten hard werk leveren. Een van hun taken was het plukken van suikerriet aan de oevers van de rivier Brazos in Texas, waar de staat aan het eind van de negentiende en het begin van de twintigste eeuw veel plantages bezat. Voordat het door The Walkers werd opgenomen, was de originele versie van het nummer al op de plaat gezet door onder meer Alan Lomax, Odetta en Lonnie Donegan.
"There's No More Corn on the Brasos" kreeg in de versie van The Walkers een iets andere titel. Peters legde hierover uit: "Cane bekt niet lekker. En bovendien: waarom zou je over suikerriet zingen, terwijl half Nederland vol staat met maïsvelden?" De leden van The Walkers hadden destijds een fascinatie voor muziek uit andere landen, en kwamen zo ook dit nummer tegen. Peters vertelde hierover: "Ik had zo veel mogelijk versies van dat nummer beluisterd en heb een commerciële versie van die traditional gemaakt." Hij was ook verantwoordelijk voor de kenmerkende Indiaanse fluit, dat in de albumcredits een "lutchy" werd genoemd.
"There's No More Corn on the Brasos" werd een grote hit. Het werd op de Nederlandse radio geïntroduceerd door dj Felix Meurders, en de band trad ter promotie ook op in het televisieprogramma Eddy, Ready, Go!, gepresenteerd door Eddy Becker. In Nederland kwam de single tot de vierde plaats in de Top 40 en de zesde plaats in de Hilversum 3 Top 30, terwijl in Vlaanderen de tiende plaats in een voorloper van de Ultratop 50 werd gehaald. In andere landen werd het ook een succes: in Brazilië en Spanje bereikte het de eerste plaats, terwijl in Frankrijk en Luxemburg de tweede positie werd gehaald. In Brazilië werd het bijbehorende album Skiffle Train als gevolg vernoemd naar het nummer. In totaal werd de single meer dan een miljoen keer verkocht.

## Hitnoteringen

### Nederlandse Top 40
| Hitnotering: 20-02-1971 t/m 24-04-1971 | Hitnotering: 20-02-1971 t/m 24-04-1971 | Hitnotering: 20-02-1971 t/m 24-04-1971 | Hitnotering: 20-02-1971 t/m 24-04-1971 | Hitnotering: 20-02-1971 t/m 24-04-1971 | Hitnotering: 20-02-1971 t/m 24-04-1971 | Hitnotering: 20-02-1971 t/m 24-04-1971 | Hitnotering: 20-02-1971 t/m 24-04-1971 | Hitnotering: 20-02-1971 t/m 24-04-1971 | Hitnotering: 20-02-1971 t/m 24-04-1971 | Hitnotering: 20-02-1971 t/m 24-04-1971 | Hitnotering: 20-02-1971 t/m 24-04-1971 |
| Week                                   | 1                                      | 2                                      | 3                                      | 4                                      | 5                                      | 6                                      | 7                                      | 8                                      | 9                                      | 10                                     |                                        |
| -------------------------------------- | -------------------------------------- | -------------------------------------- | -------------------------------------- | -------------------------------------- | -------------------------------------- | -------------------------------------- | -------------------------------------- | -------------------------------------- | -------------------------------------- | -------------------------------------- | -------------------------------------- |
| Nummer                                 | 32                                     | 20                                     | 11                                     | 6                                      | 4                                      | 5                                      | 8                                      | 13                                     | 16                                     | 29                                     | uit                                    |

### Hilversum 3 Top 30
Opmerking: in week 6 van notering werd de naam van deze hitlijst gewijzigd in Daverende Dertig.
| Hitnotering: 27-02-1971 t/m 24-04-1971 | Hitnotering: 27-02-1971 t/m 24-04-1971 | Hitnotering: 27-02-1971 t/m 24-04-1971 | Hitnotering: 27-02-1971 t/m 24-04-1971 | Hitnotering: 27-02-1971 t/m 24-04-1971 | Hitnotering: 27-02-1971 t/m 24-04-1971 | Hitnotering: 27-02-1971 t/m 24-04-1971 | Hitnotering: 27-02-1971 t/m 24-04-1971 | Hitnotering: 27-02-1971 t/m 24-04-1971 | Hitnotering: 27-02-1971 t/m 24-04-1971 | Hitnotering: 27-02-1971 t/m 24-04-1971 |
| Week                                   | 1                                      | 2                                      | 3                                      | 4                                      | 5                                      | 6                                      | 7                                      | 8                                      | 9                                      |                                        |
| -------------------------------------- | -------------------------------------- | -------------------------------------- | -------------------------------------- | -------------------------------------- | -------------------------------------- | -------------------------------------- | -------------------------------------- | -------------------------------------- | -------------------------------------- | -------------------------------------- |
| Nummer                                 | 25                                     | 12                                     | 8                                      | 6                                      | 6                                      | 10                                     | 11                                     | 17                                     | 27                                     | uit                                    |

### NPO Radio 2 Top 2000
| Nummer met noteringen in de NPO Radio 2 Top 2000 | '02  | '03  | '04 | '05  | '06  | '07  | '08  | '09  |
| ------------------------------------------------ | ---- | ---- | --- | ---- | ---- | ---- | ---- | ---- |
| There's No More Corn on the Brasos               | 1851 | 1309 | -   | 1942 | 1836 | 1845 | 1845 | 1898 |

1. ↑  Een '-' betekent dat het nummer niet was genoteerd en een vetgedrukt getal geeft de hoogste notering aan.
2. ↑  2002 was het eerste jaar met een notering voor dit nummer.
3. ↑  Deze tabel is bijgewerkt tot en met de laatste editie (2024).